# Birrong
Birrong est un quartier de la banlieue de Sydney se situant dans la zone d'administration locale de la Ville de Bankstown, dans l'État de Nouvelle-Galles du Sud, en Australie. Elle compte 1 984 habitants en 2006.
Birrong se trouve à environ 22 kilomètres au sud-ouest du Central business district de Sydney. Elle est cernée, au nord par Regents Park, au sud par Yagoona, à l'est par Potts Hill et à l'ouest par Sefton.